# 對喀納
對喀納（穆麟德轉寫：duikana，1619年—1675年），滿洲正黃旗，钮祜禄氏，清朝政治人物、清朝刑部尚書。
顺治年间由内院笔帖式转任刑部左侍郎。康熙五年（1666年）七月丁未，接替尼滿，擔任清朝刑部尚書，康熙六年（1667年）九月遷內國史院大學士。由明珠接任。充任《世祖实录》总裁。康熙九年（1670年），为文华殿大学士，管吏部尚书事。康熙十四年（1675年）九月在任上去世。